# Soues (Hautes-Pyrénées)
Pour les articles homonymes, voir Soues.
Soues (/sus/) est une commune française située dans le centre du département des Hautes-Pyrénées, en région Occitanie.
Sur le plan historique et culturel, la commune est dans l’ancien comté de Bigorre, comté historique des Pyrénées françaises et de Gascogne. Exposée à un climat océanique altéré, elle est drainée par l'Adour, le canal d'Alaric, le ruisseau de Layet et par divers autres petits cours d'eau. La commune possède un patrimoine naturel remarquable : un site Natura 2000 (la « vallée de l'Adour »), un espace protégé (l'« Adour et affluents ») et deux zones naturelles d'intérêt écologique, faunistique et floristique.
Soues est une commune urbaine qui compte 3 000 habitants en 2022, après avoir connu une forte hausse de la population depuis 1962. Elle est dans l'agglomération de Tarbes et fait partie de l'aire d'attraction de Tarbes. Ses habitants sont appelés les Souessois ou  Souessoises.

## Géographie

### Localisation
La commune de Soues se trouve dans le département des Hautes-Pyrénées, en région Occitanie.
Elle se situe à 4 km à vol d'oiseau de Tarbes, préfecture du département, et à 4 km d'Aureilhan, bureau centralisateur du canton d'Aureilhan dont dépend la commune depuis 2015 pour les élections départementales.
La commune fait en outre partie du bassin de vie de Tarbes.
Les communes les plus proches sont : 
Barbazan-Debat (2,0 km), Horgues (2,1 km), Laloubère (2,1 km), Salles-Adour (2,4 km), Séméac (2,6 km), Momères (3,1 km), Odos (3,5 km), Allier (3,7 km).
Sur le plan historique et culturel, Soues fait partie de l’ancien comté de Bigorre, comté historique des Pyrénées françaises et de Gascogne créé au IXe siècle puis rattaché au domaine royal en 1302, inclus ensuite au comté de Foix en 1425 puis une nouvelle fois rattaché au royaume de France en 1607. La commune est dans le pays de Tarbes et de la Haute Bigorre.

### Communes limitrophes
Les communes limitrophes sont Séméac, Barbazan-Debat, Horgues, Laloubère, Salles-Adour et Tarbes.
| Tarbes    | Séméac       |                |
| Laloubère | Soues        | Barbazan-Debat |
| Horgues   | Salles-Adour |                |

### Hydrographie

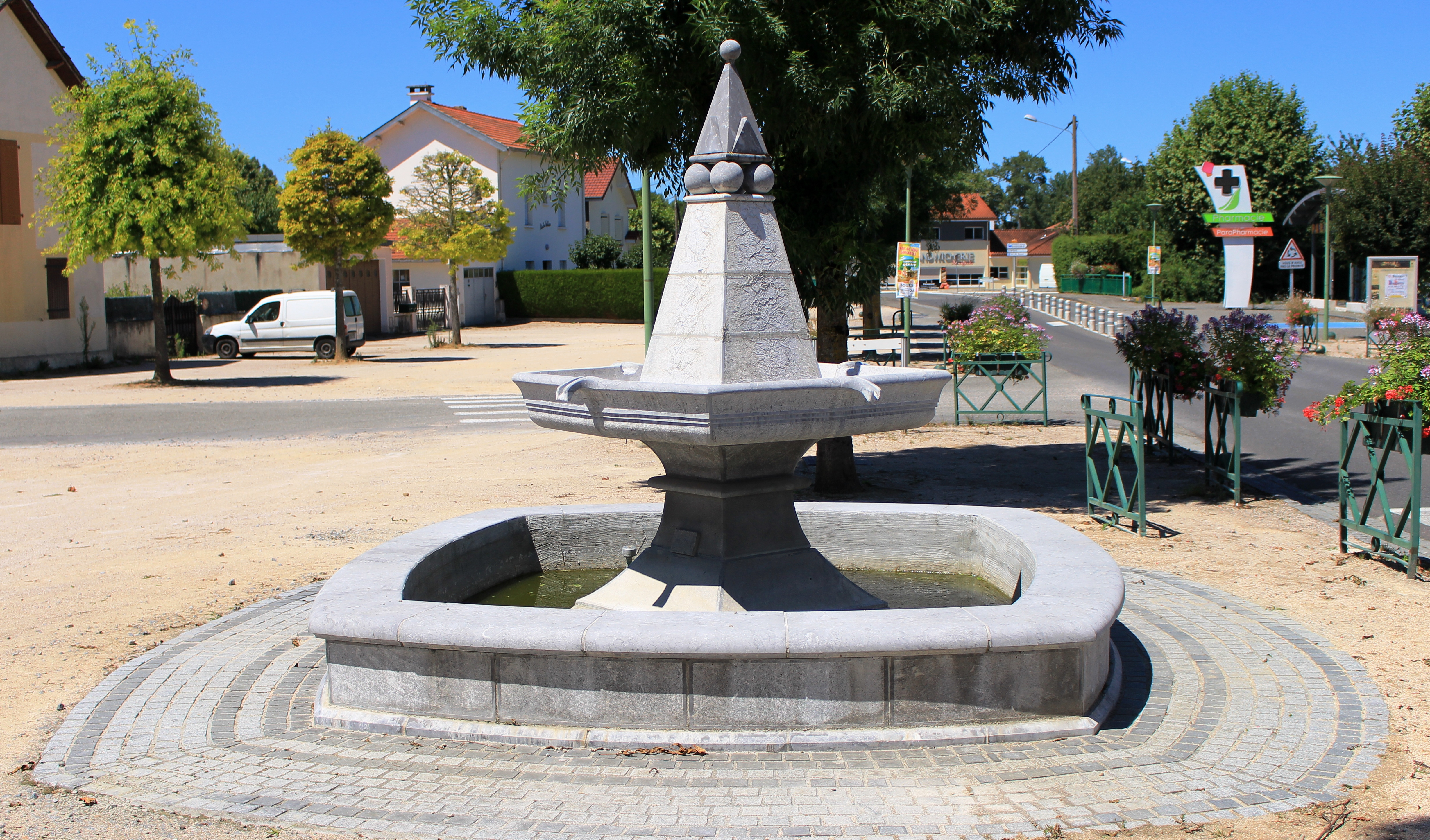
La fontaine.

La commune est dans le bassin de l'Adour, au sein du bassin hydrographique Adour-Garonne. Elle est drainée par l'Adour, le canal d'Alaric, le ruisseau de Layet et par divers petits cours d'eau, constituant un réseau hydrographique de 9 km de longueur totale,.
L'Adour, d'une longueur totale de 308,8 km, se forme dans la vallée de Campan en Haute-Bigorre de la réunion de trois torrents : l'Adour de Payolle, l'Adour de Gripp et l'Adour de Lesponne et s'écoule vers le nord. Il traverse la commune et se jette dans le golfe de Gascogne à Anglet, après avoir traversé 118 communes.
Le canal d'Alaric, d'une longueur totale de 73,7 km, prend sa source dans la commune de Pouzac et s'écoule vers le nord. Il traverse la commune et se jette dans l'Adour à Izotges, après avoir traversé 38 communes.

### Climat
Le climat est tempéré de type océanique en raison de l'influence proche de l'océan Atlantique situé à peu près 150 km plus à l'ouest. La proximité des Pyrénées fait que la commune profite d'un effet de foehn, il peut aussi y neiger en hiver, même si cela reste inhabituel.
| Mois                              | jan.  | fév.  | mars  | avril | mai   | juin  | jui.  | août  | sep.  | oct.  | nov.  | déc.  | année   |
| --------------------------------- | ----- | ----- | ----- | ----- | ----- | ----- | ----- | ----- | ----- | ----- | ----- | ----- | ------- |
| Température minimale moyenne (°C) | 0,6   | 1,3   | 2,7   | 5,2   | 8,3   | 11,6  | 14,1  | 13,9  | 11,7  | 8     | 3,6   | 1,3   | 6,9     |
| Température moyenne (°C)          | 5,3   | 6,1   | 7,8   | 10    | 13,3  | 16,7  | 19,3  | 19    | 17,2  | 13,3  | 8,5   | 5,8   | 11,9    |
| Température maximale moyenne (°C) | 9,9   | 11    | 12,9  | 14,8  | 18,3  | 21,7  | 24,5  | 24    | 22,6  | 18,6  | 13,4  | 10,4  | 16,8    |
| Ensoleillement (h)                | 108,8 | 118,8 | 155,6 | 157,2 | 181,3 | 191,5 | 215,5 | 196,4 | 194,5 | 164,4 | 124,4 | 104,4 | 1 912,8 |
| Précipitations (mm)               | 112,8 | 97,5  | 100,2 | 105,7 | 113,6 | 80,7  | 57,3  | 70,3  | 71    | 85,2  | 93    | 112,1 | 1 099,4 |

### Milieux naturels et biodiversité

#### Espaces protégés
La protection réglementaire est le mode d’intervention le plus fort pour préserver des espaces naturels remarquables et leur biodiversité associée,.
Dans ce cadre, la commune fait partie.
Un  espace protégé est présent sur la commune : 
l'« Adour et affluents », objet d'un arrêté de protection de biotope, d'une superficie de 215,8 ha.

#### Réseau Natura 2000

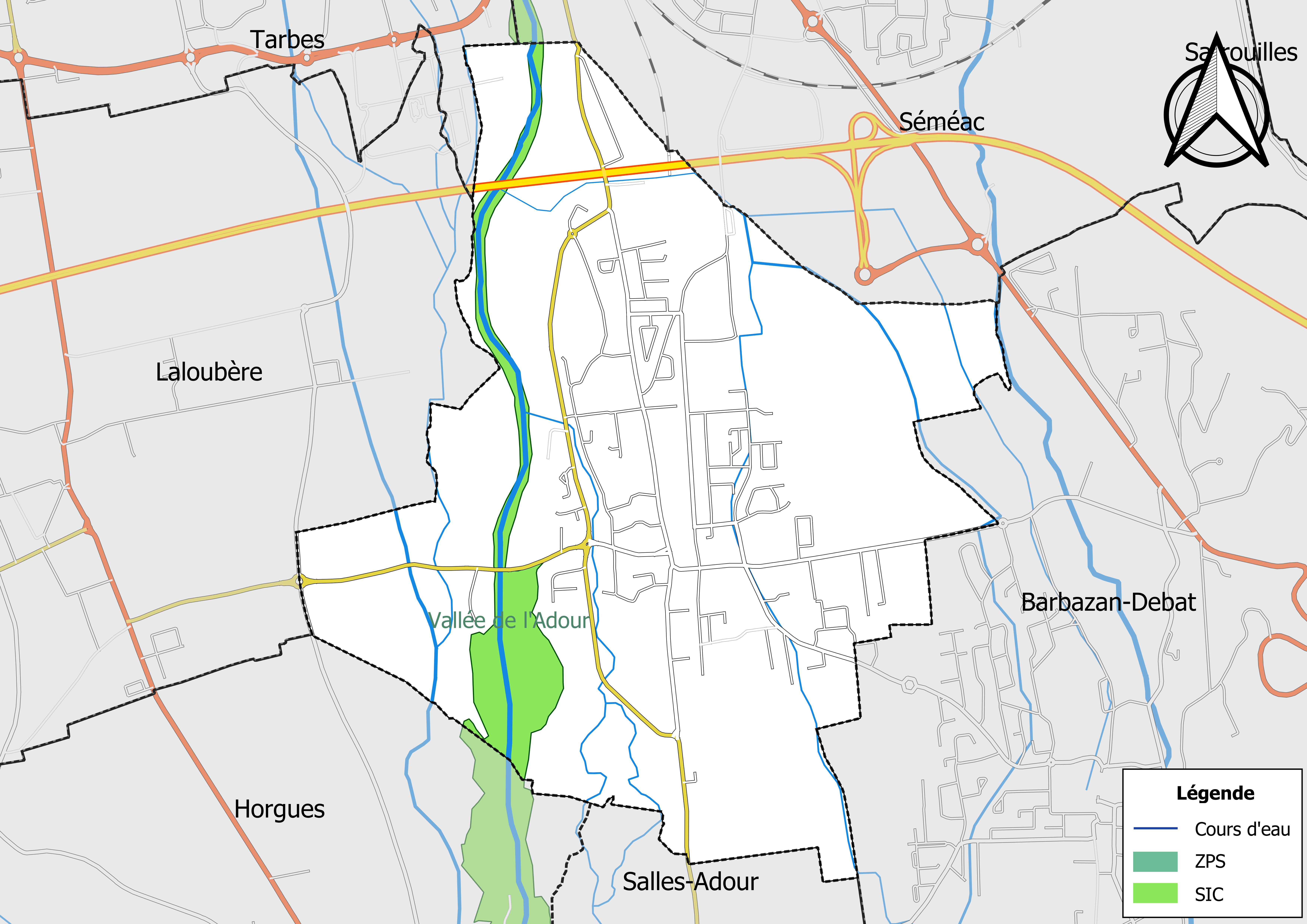
Site Natura 2000 sur le territoire communal.

Le réseau Natura 2000 est un réseau écologique européen de sites naturels d'intérêt écologique élaboré à partir des directives habitats et oiseaux, constitué de zones spéciales de conservation (ZSC) et de zones de protection spéciale (ZPS).
Un site Natura 2000 a été défini sur la commune au titre de la directive habitats : la « vallée de l'Adour », d'une superficie de 2 694 ha, un espace où les habitats terrestres et aquatiques abritent une flore et une faune remarquable et diversifiée, avec la présence de la Loutre et de la Cistude d'Europe.

#### Zones naturelles d'intérêt écologique, faunistique et floristique
L’inventaire des zones naturelles d'intérêt écologique, faunistique et floristique (ZNIEFF) a pour objectif de réaliser une couverture des zones les plus intéressantes sur le plan écologique, essentiellement dans la perspective d’améliorer la connaissance du patrimoine naturel national et de fournir aux différents décideurs un outil d’aide à la prise en compte de l’environnement dans l’aménagement du territoire.
Une ZNIEFF de type 1 est recensée sur la commune :
« l'Adour, de Bagnères à Barcelonne-du-Gers » (2 786 ha), couvrant 59 communes dont 18 dans le Gers, une dans les Landes et 40 dans les Hautes-Pyrénées et une ZNIEFF de type 2, : 
l'« Adour et milieux annexes » (3 634 ha), couvrant 60 communes dont 18 dans le Gers, une dans les Landes et 41 dans les Hautes-Pyrénées.

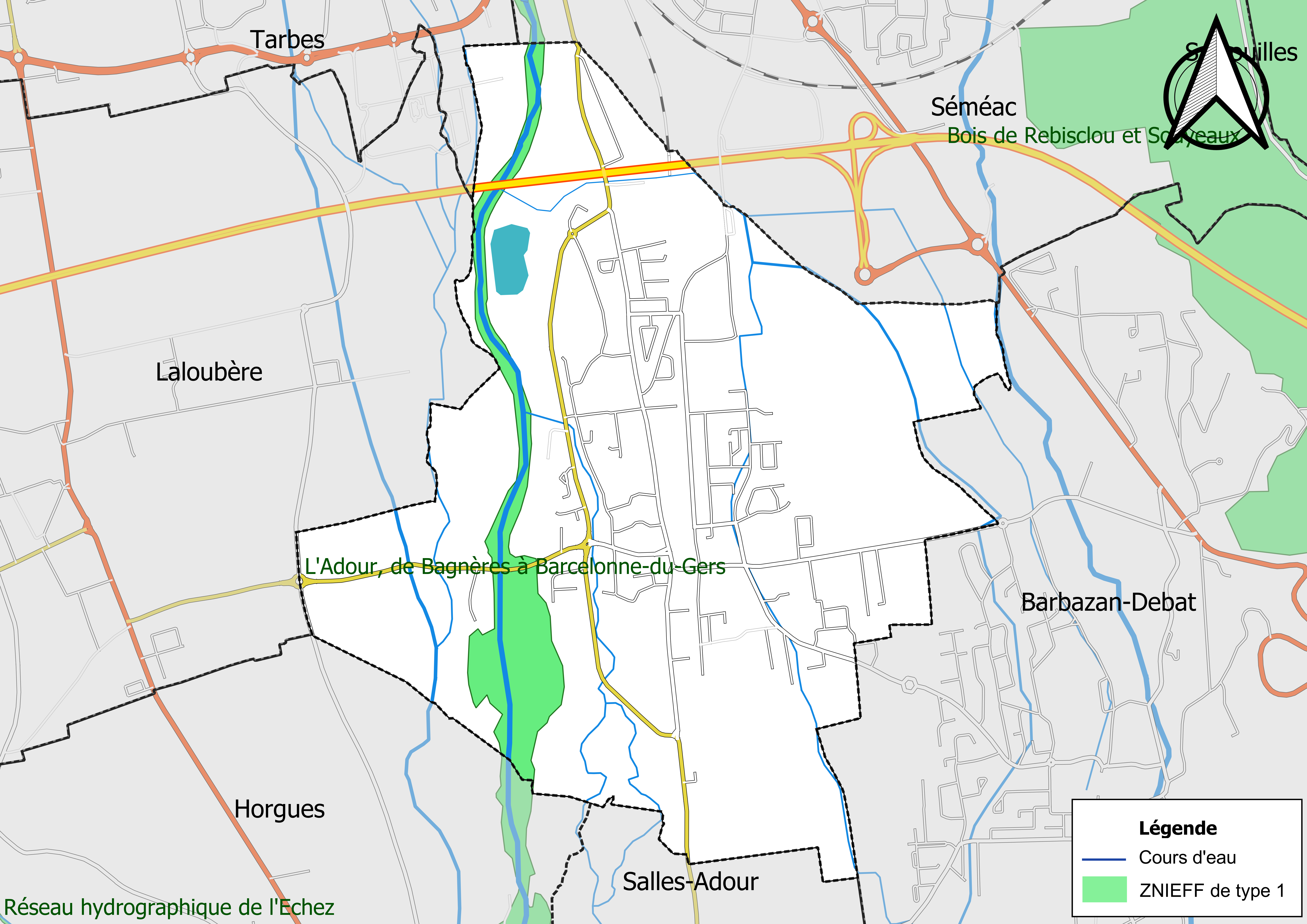
Carte de la ZNIEFF de type 1 sur la commune.
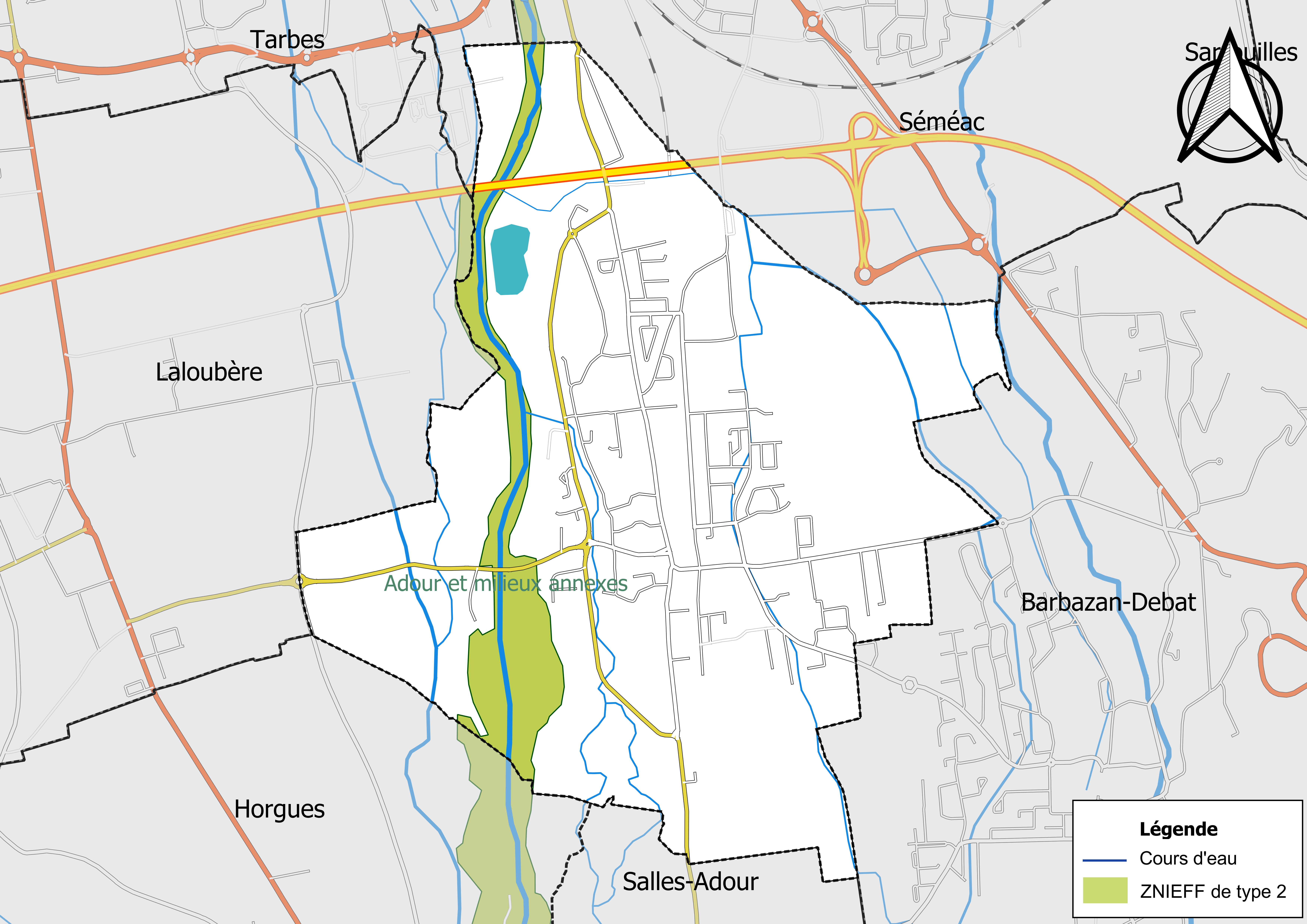
Carte de la ZNIEFF de type 2 sur la commune.

## Urbanisme

### Typologie
Au 1er janvier 2024, Soues est catégorisée ceinture urbaine, selon la nouvelle grille communale de densité à sept niveaux définie par l'Insee en 2022.
Elle appartient à l'unité urbaine de Tarbes, une agglomération intra-départementale regroupant 15  communes, dont elle est une commune de la banlieue,,. Par ailleurs la commune fait partie de l'aire d'attraction de Tarbes, dont elle est une commune de la couronne,. Cette aire, qui regroupe 153 communes, est catégorisée dans les aires de 50 000 à moins de 200 000 habitants,.

### Occupation des sols
L'occupation des sols de la commune, telle qu'elle ressort de la base de données européenne d’occupation biophysique des sols Corine Land Cover (CLC), est marquée par l'importance des territoires agricoles (59,7 % en 2018), en diminution par rapport à 1990 (64,9 %). La répartition détaillée en 2018 est la suivante : 
zones urbanisées (32,4 %), prairies (27,6 %), terres arables (21,5 %), zones agricoles hétérogènes (10,6 %), zones industrielles ou commerciales et réseaux de communication (7,9 %).
L'IGN met par ailleurs à disposition un outil en ligne permettant de comparer l’évolution dans le temps de l’occupation des sols de la commune (ou de territoires à des échelles différentes). Plusieurs époques sont accessibles sous forme de cartes ou photos aériennes : la carte de Cassini (XVIIIe siècle), la carte d'état-major (1820-1866) et la période actuelle (1950 à aujourd'hui).

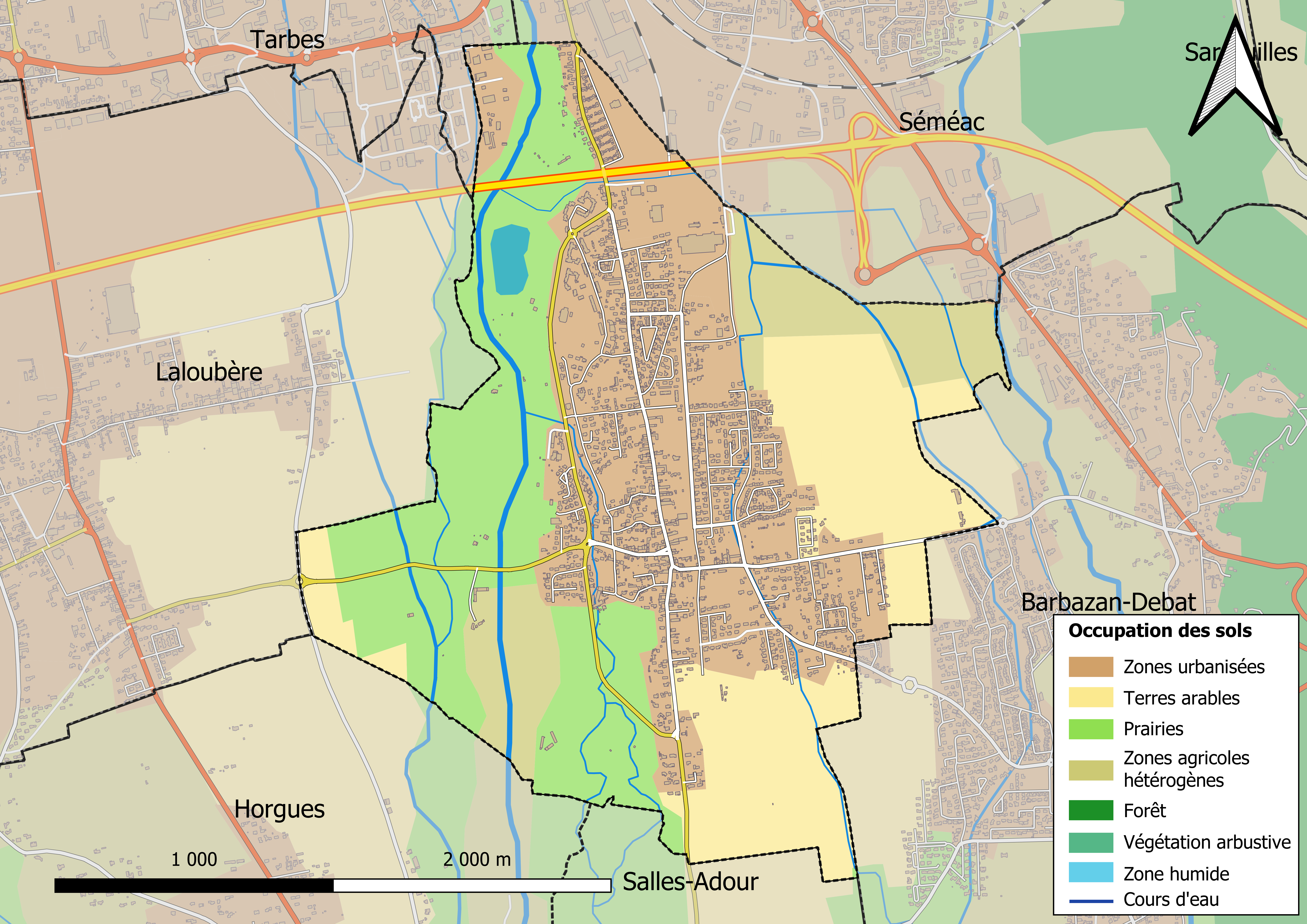
Carte des infrastructures et de l'occupation des sols en 2018 (CLC) de la commune.
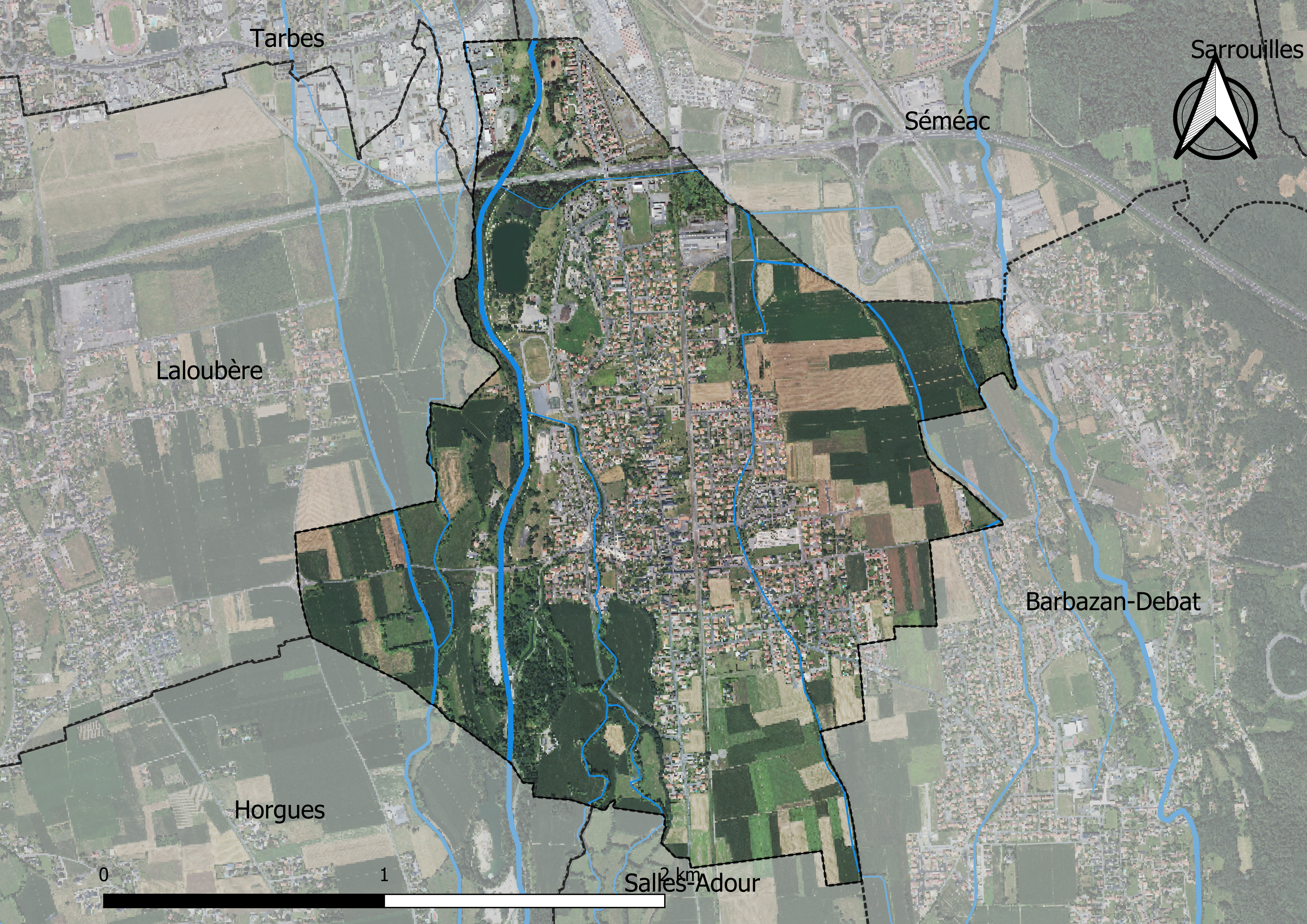
Carte orthophotogrammétrique de la commune.

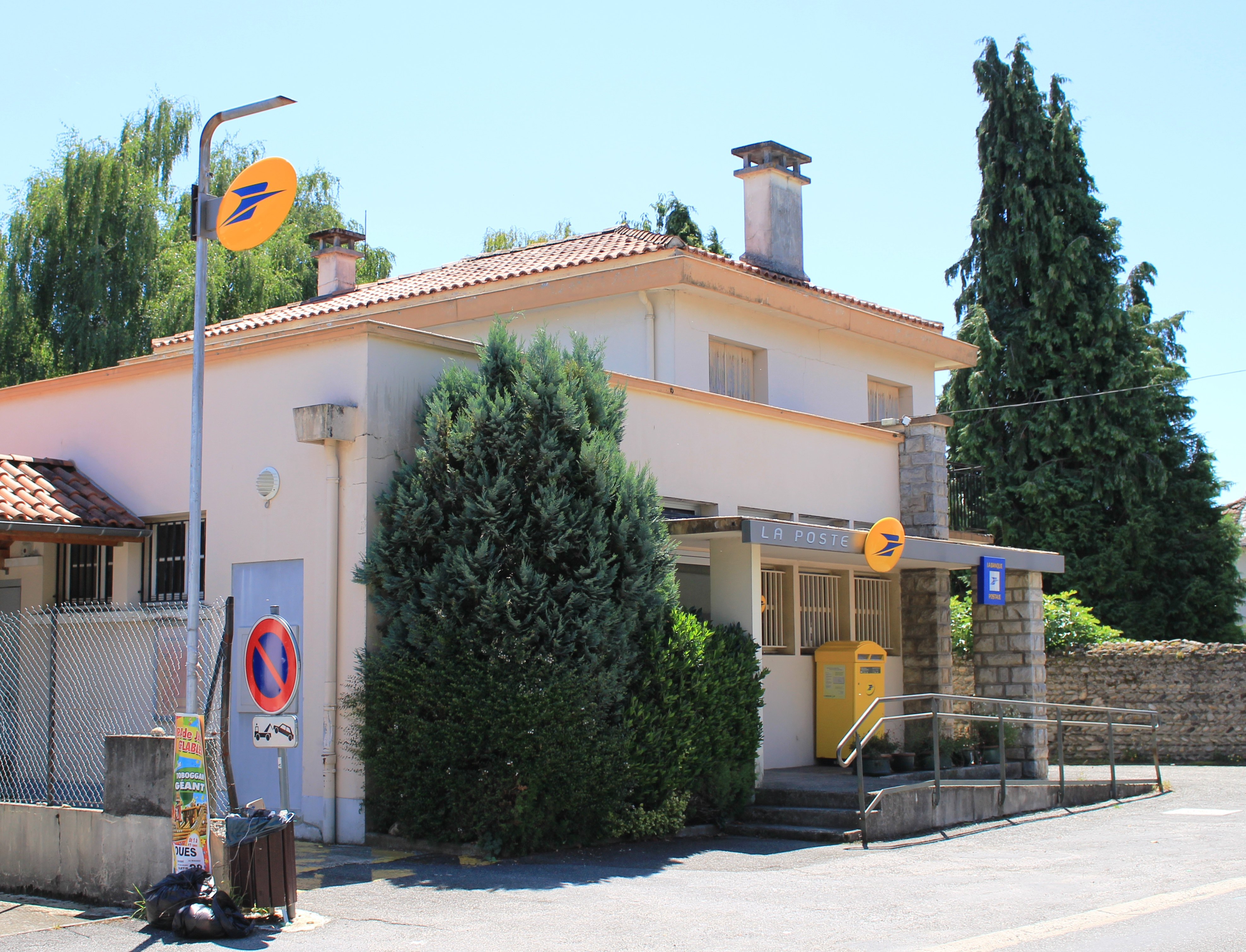
La Poste en 2019.

### Logement
En 2012, le nombre total de logements dans la commune est de 1 411.

Parmi ces logements, 94,5 % sont des résidences principales, 0,9 % des résidences secondaires et 4,7 % des logements vacants.

### Risques naturels et technologiques

Sélection de vues des rues municipales.
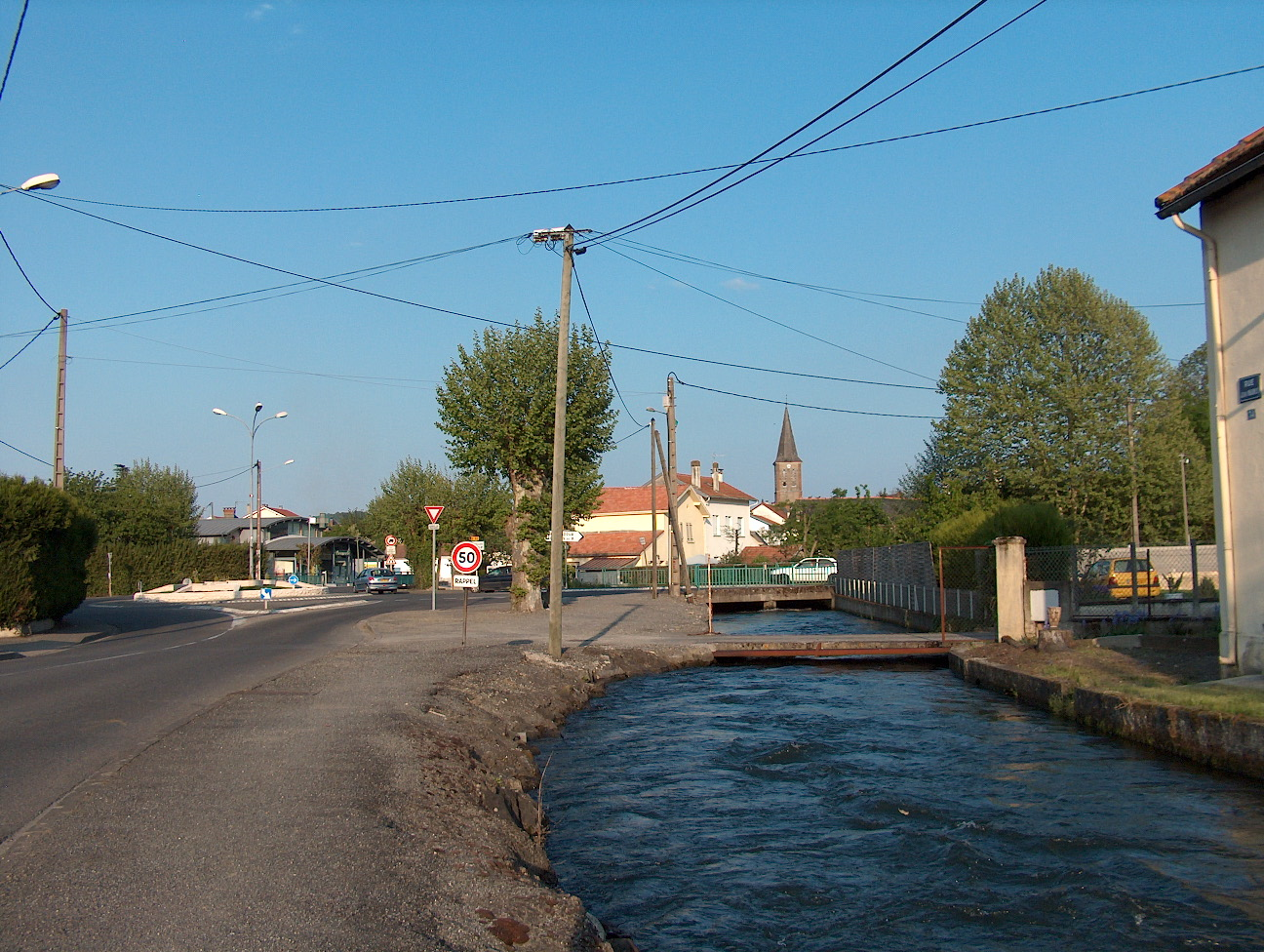
Le rond-point Jean-Maumus, canal de chez Gey, croisement des routes D 92 et D 8.
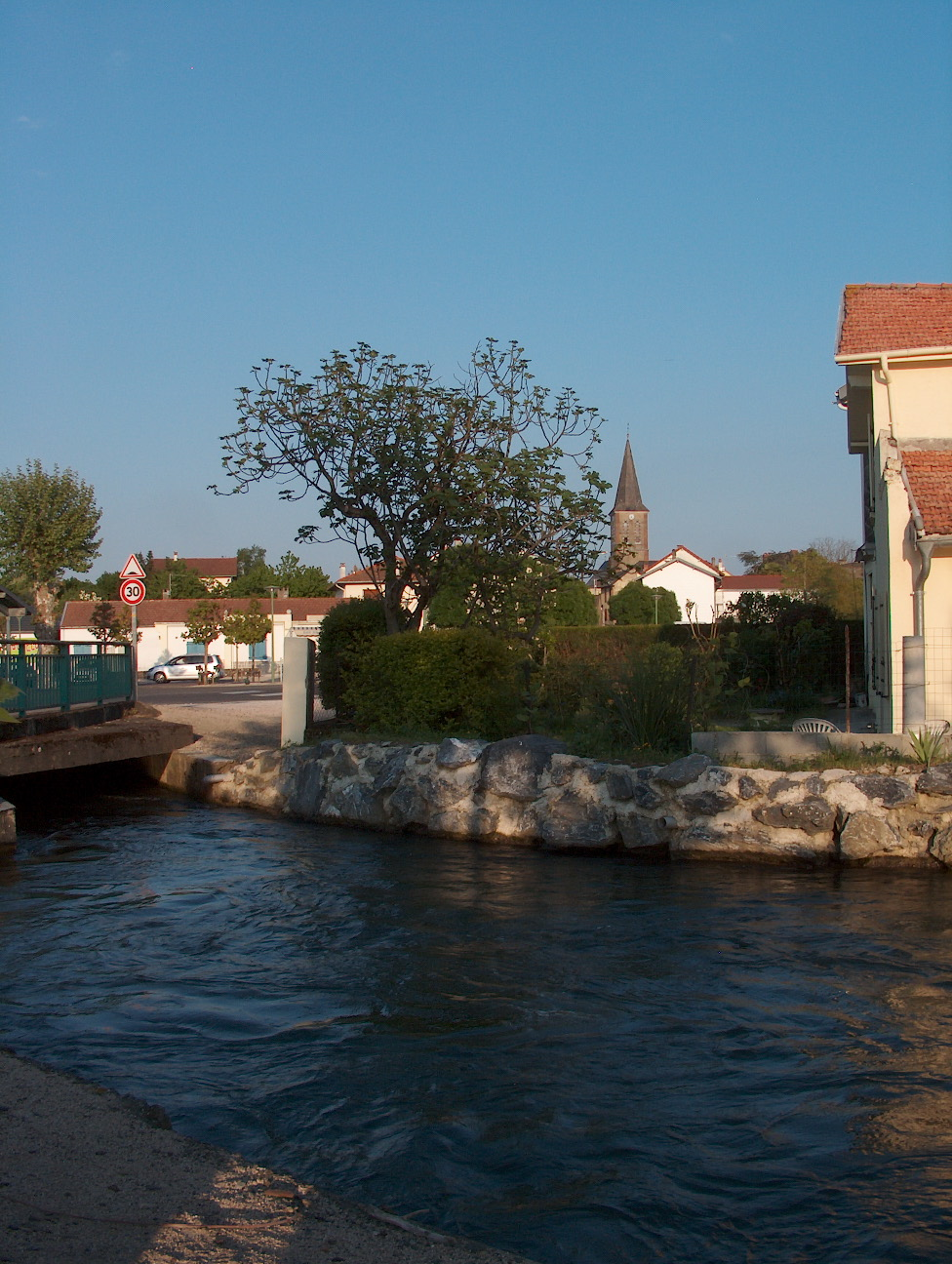
Le pont de la place Lartigue (vue vers l'est).
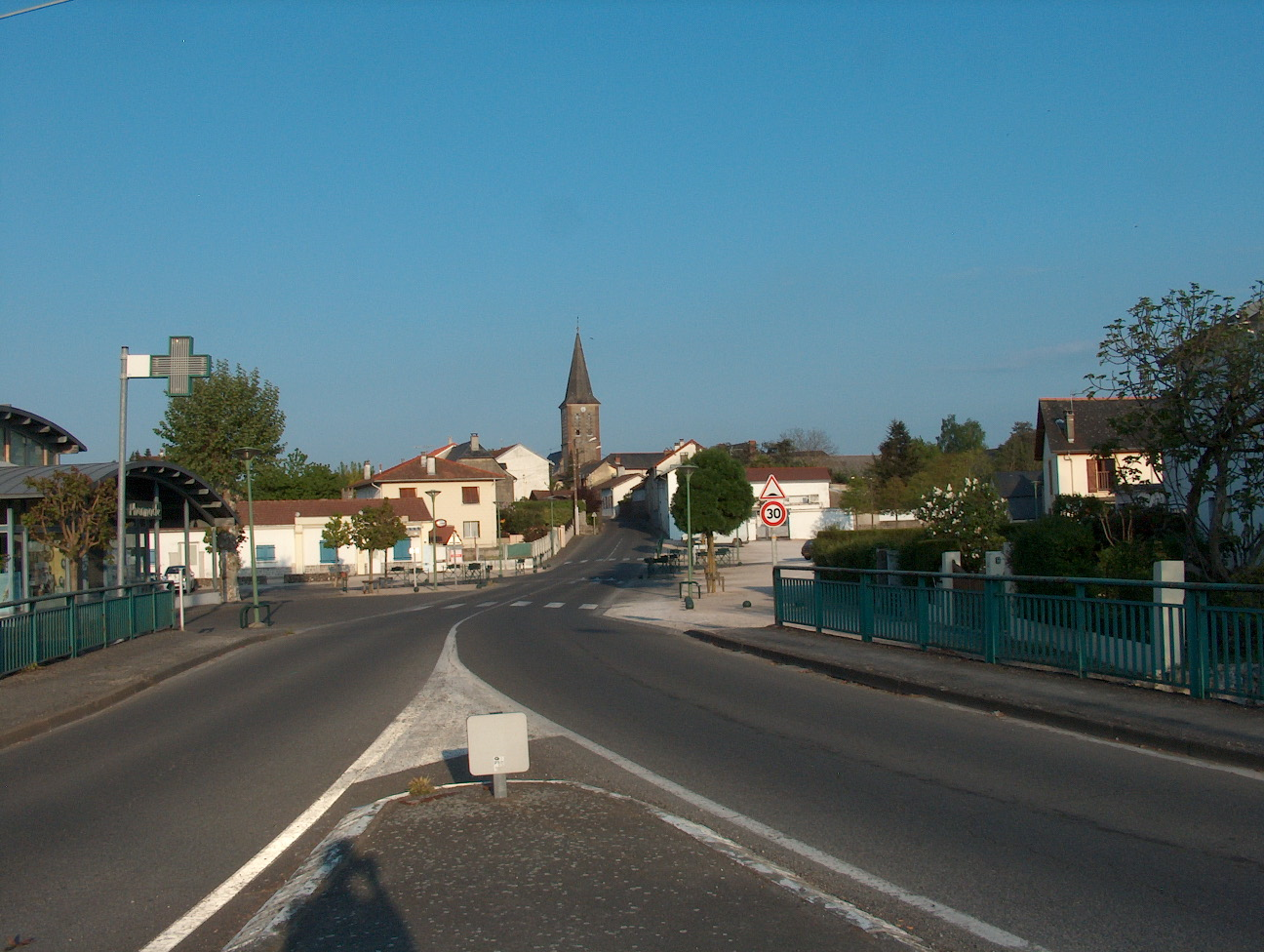
La rue Jean-Maumus (D 92) (vue vers l'est).

### Voies de communication et transports
Cette commune est desservie par les routes départementales D 8, D 92 et D 292 et D 305 et est traversée par l'autoroute A64.

## Toponymie

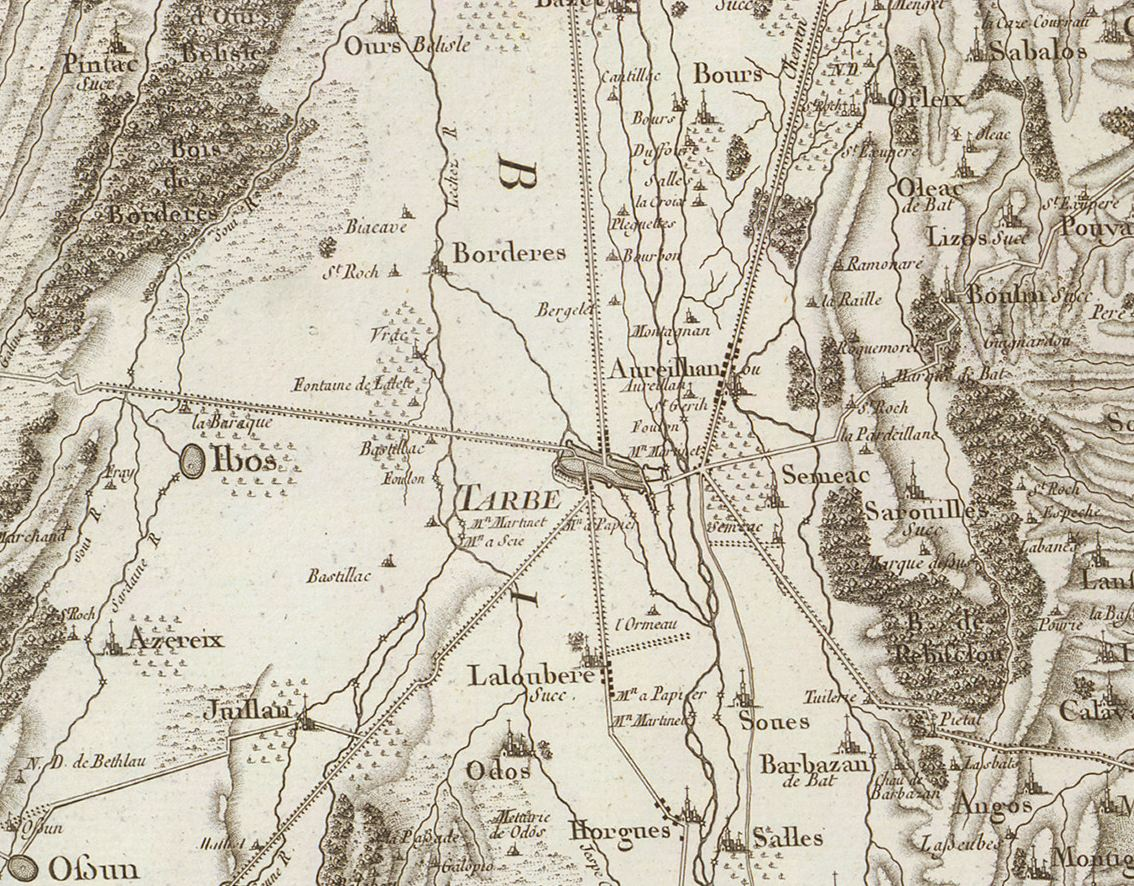
Extrait de la carte de Cassini (entre 1756 et 1789) situant Soues au sud-est de Tarbes.

On trouvera les principales informations dans le Dictionnaire toponymique des communes des Hautes-Pyrénées de Michel Grosclaude et Jean-François Le Nail qui rapporte les dénominations historiques du village :
Dénominations historiques :
- Soas (1313, Debita regi Navarre ; 1342, pouillé de Tarbes) ;
- de Sovis, latin (1379, procuration Tarbes) ;
- Sohas, Sohes, Soees (1390, livre vert de Bénac) ;
- Soes (1406, livre vert Bénac) ;
- Soas (1429, censier de Bigorre).

Nom occitan : Soas.
Ses habitants sont nommés les « Souessois » (/suswa/).

## Histoire
- 15 avril 1944 : sabotage de l'usine Hispano-Suiza par un commando, composé de FTPF, de membres de l'AS et du CFP (Corps Franc Pommiès) membres de la Résistance Française.

### Cadastre napoléonien de Soues
Le plan cadastral napoléonien de Soues est consultable sur le site des archives départementales des Hautes-Pyrénées.

## Politique et administration

### Liste des maires

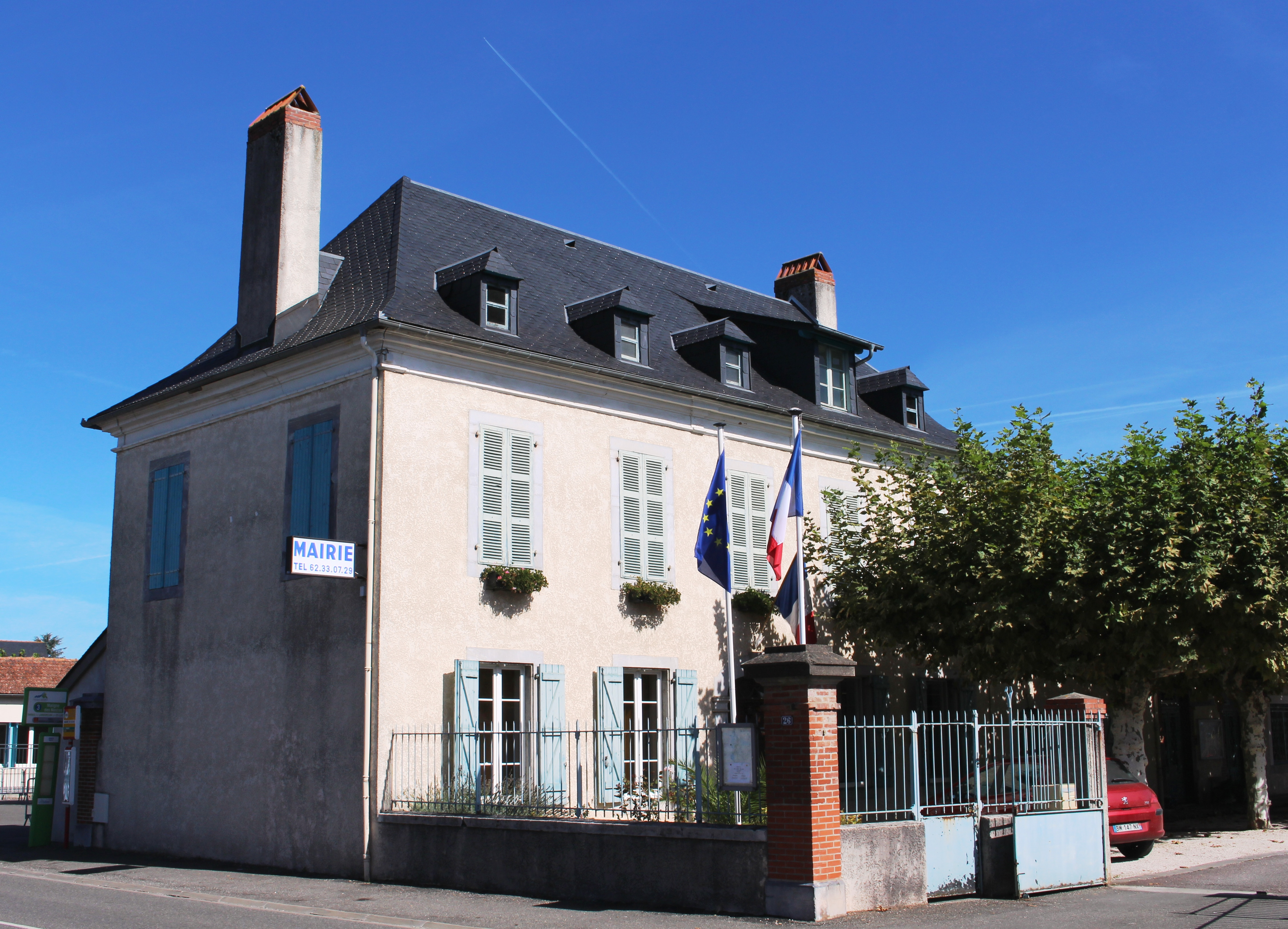
La mairie en 2017.

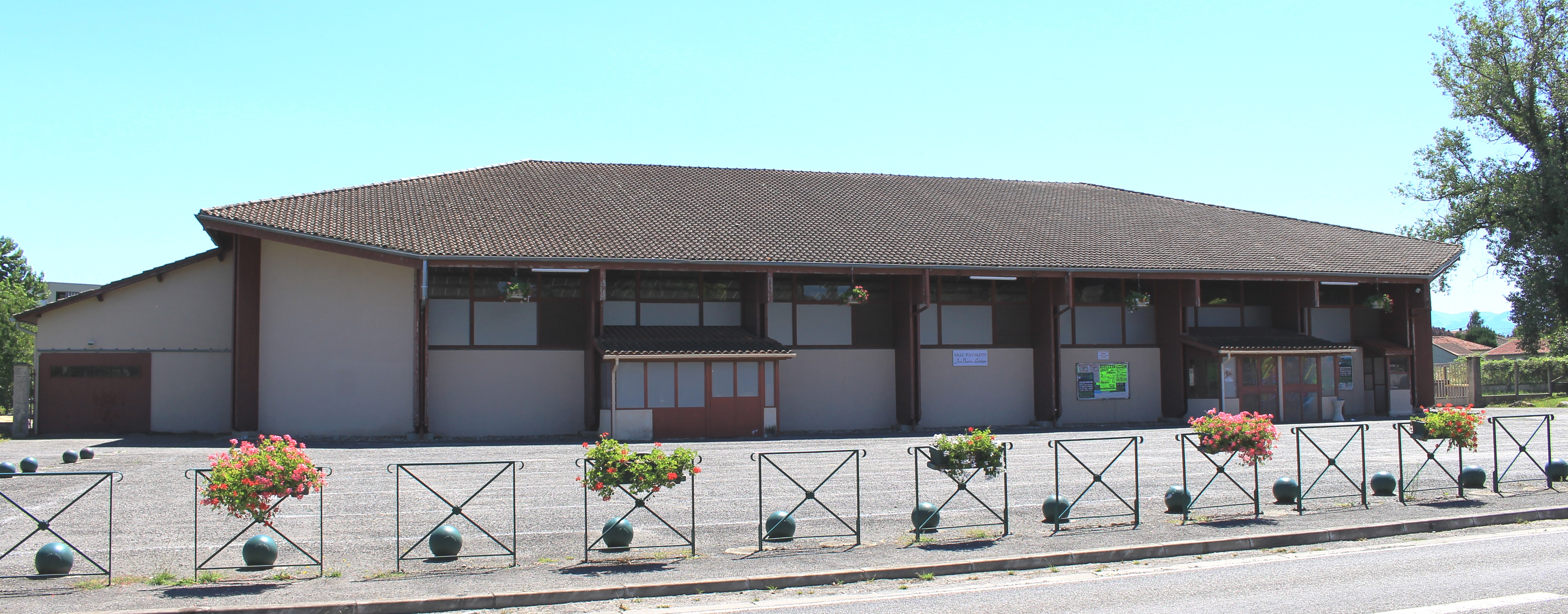
Le foyer rural en 2019.

| Période                                  | Période                         | Identité                 | Étiquette | Qualité                                                                    |
| ---------------------------------------- | ------------------------------- | ------------------------ | --------- | -------------------------------------------------------------------------- |
| Les données manquantes sont à compléter. |                                 |                          |           |                                                                            |
| mai 1953                                 | juillet 2004 (décès)            | Michel Barrouquère-Theil | PCF       | Cadre métallurgiste retraité Conseiller général de Laloubère (1988 → 2001) |
| septembre 2004                           | septembre 2024 (démission)      | Roger Lescoute           | PCF       | Retraité Premier adjoint (1995 → 2004) Réélu pour le mandat 2020-2026      |
| septembre 2024                           | En cours (au 30 septembre 2024) | Danièle Coronado         | PCF       | Retraitée, ancienne adjointe au maire                                      |

### Rattachements administratifs et électoraux

#### Historique administratif
Pays et sénéchaussée de Bigorre, quarteron de Tarbes, baronnie de Barbazan-Debat, canton de Tarbes (1790), Tarbes-Sud (1801), de Séméac (1973), de Laloubère (1982).

#### Intercommunalité
Soues appartient à la Communauté d'agglomération Tarbes-Lourdes-Pyrénées créée en janvier 2017 et qui réunit 86 communes.

### Services publics
La commune de Soues dispose d'une agence postale.

## Population et société

### Démographie

#### Évolution démographique
| 1793 | 1800 | 1806 | 1821 | 1831 | 1836 | 1841 | 1846 | 1851 |
| ---- | ---- | ---- | ---- | ---- | ---- | ---- | ---- | ---- |
| 348  | 405  | 405  | 503  | 525  | 597  | 594  | 592  | 601  |

| 1856 | 1861 | 1866 | 1876 | 1881 | 1886 | 1891 | 1896 | 1901 |
| ---- | ---- | ---- | ---- | ---- | ---- | ---- | ---- | ---- |
| 558  | 502  | 484  | 461  | 480  | 434  | 506  | 492  | 479  |

| 1906 | 1911 | 1921 | 1926  | 1931  | 1936  | 1946  | 1954  | 1962  |
| ---- | ---- | ---- | ----- | ----- | ----- | ----- | ----- | ----- |
| 445  | 449  | 404  | 1 002 | 1 028 | 1 024 | 1 312 | 1 479 | 1 433 |

| 1968  | 1975  | 1982  | 1990  | 1999  | 2006  | 2011  | 2016  | 2021  |
| ----- | ----- | ----- | ----- | ----- | ----- | ----- | ----- | ----- |
| 1 720 | 2 238 | 2 929 | 3 179 | 3 054 | 3 023 | 3 004 | 3 046 | 3 023 |

| 2022  | - | - | - | - | - | - | - | - |
| ----- | - | - | - | - | - | - | - | - |
| 3 000 | - | - | - | - | - | - | - | - |

### Enseignement
La commune dépend de l'académie de Toulouse. Elle dispose d’une école en 2016.
- École maternelle
- École élémentaire : Barrouquère-Teilh

Sélection de vues des installations scolaires municipales en 2019.
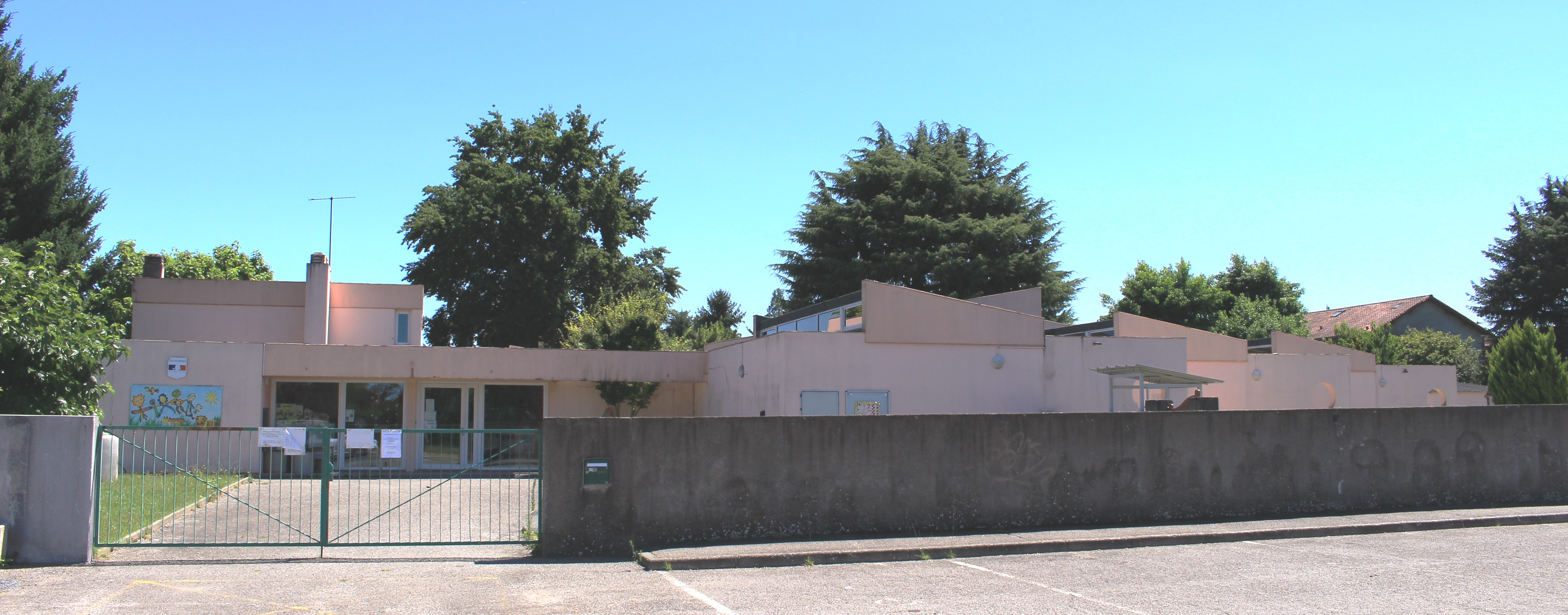
L'école maternelle.
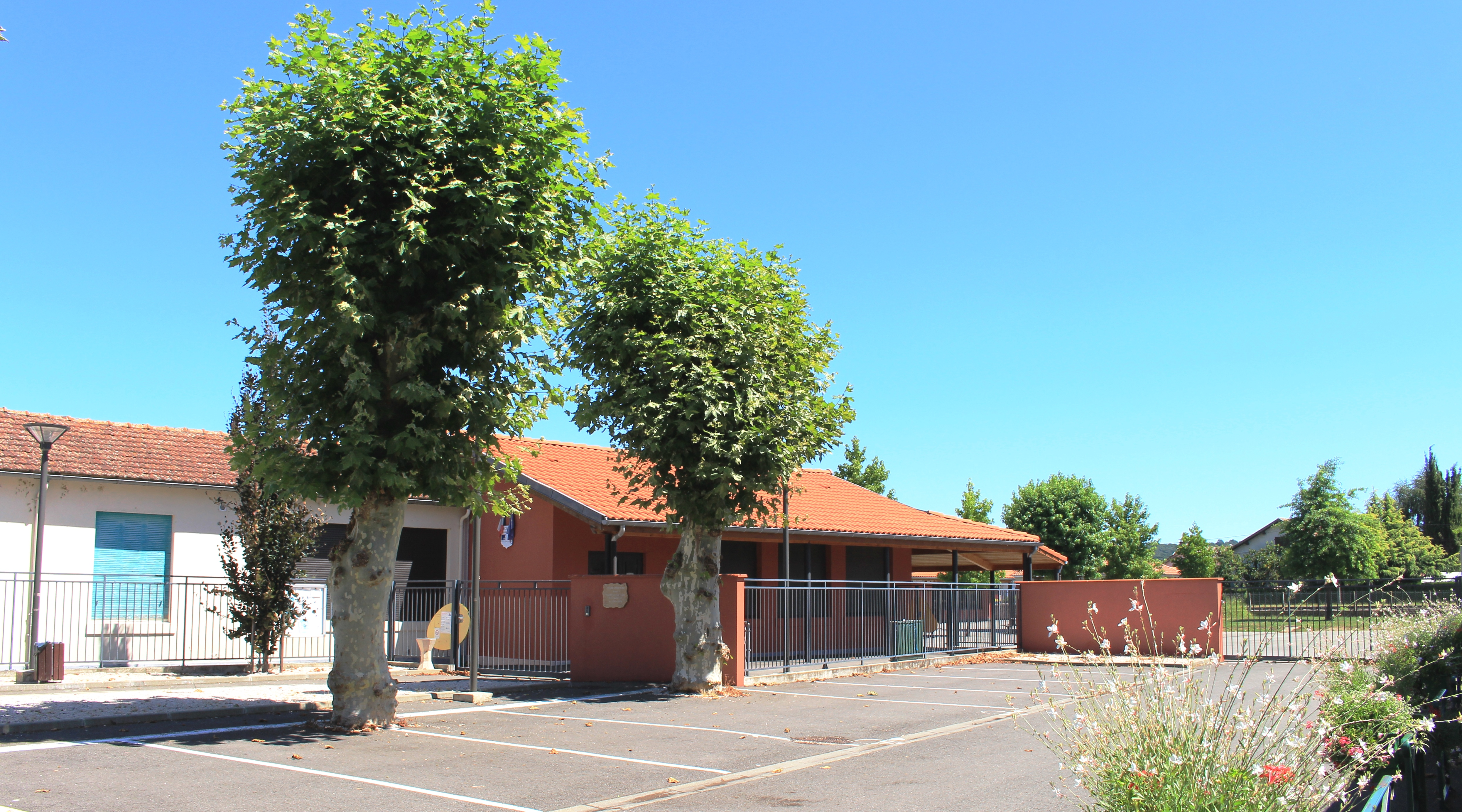
L'école élémentaire.

### Sports
- Soues possède un club de football : le Soues Cigognes Football.
- handball :

Soues possède un club de handball l’entente Soues Louey Juillan Barbazan Tarbes Handball-TUHB
- Le CaminAdour.

Sélection de vues des installations sportives municipales.
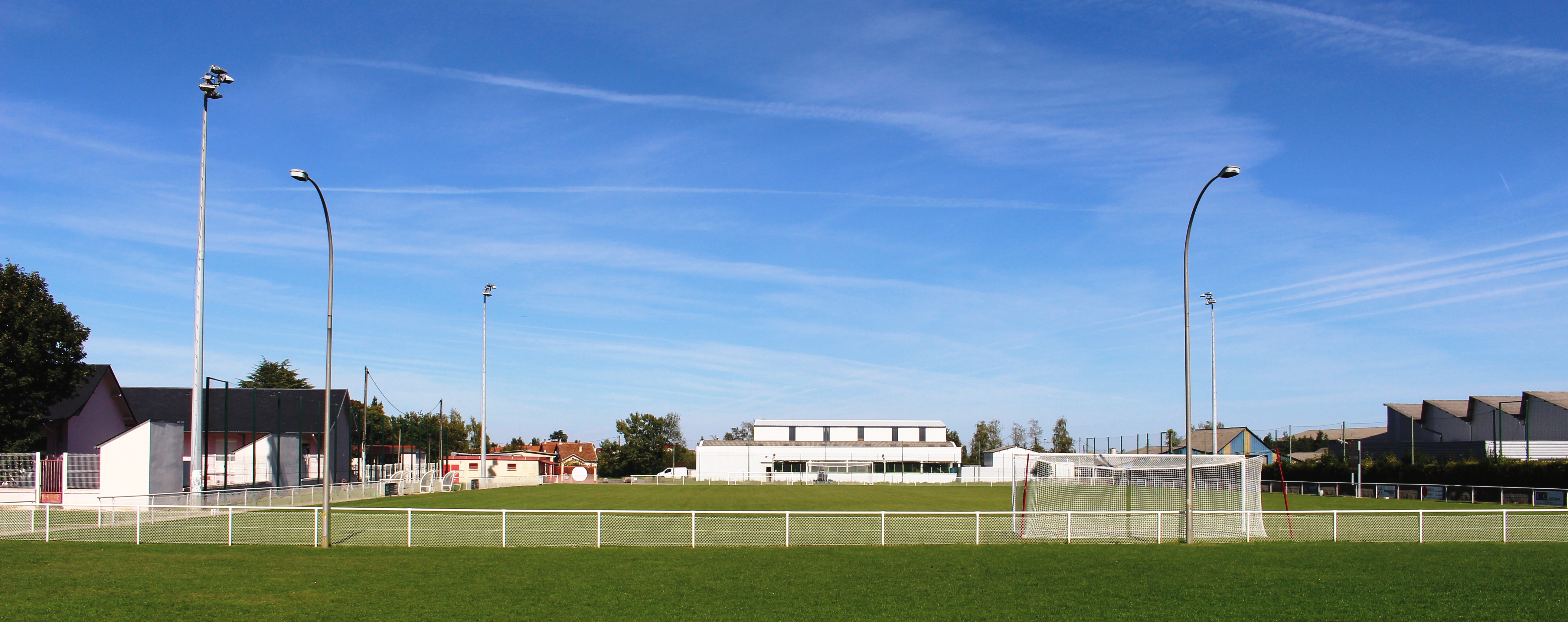
Le stade de football du Commando Hispano.
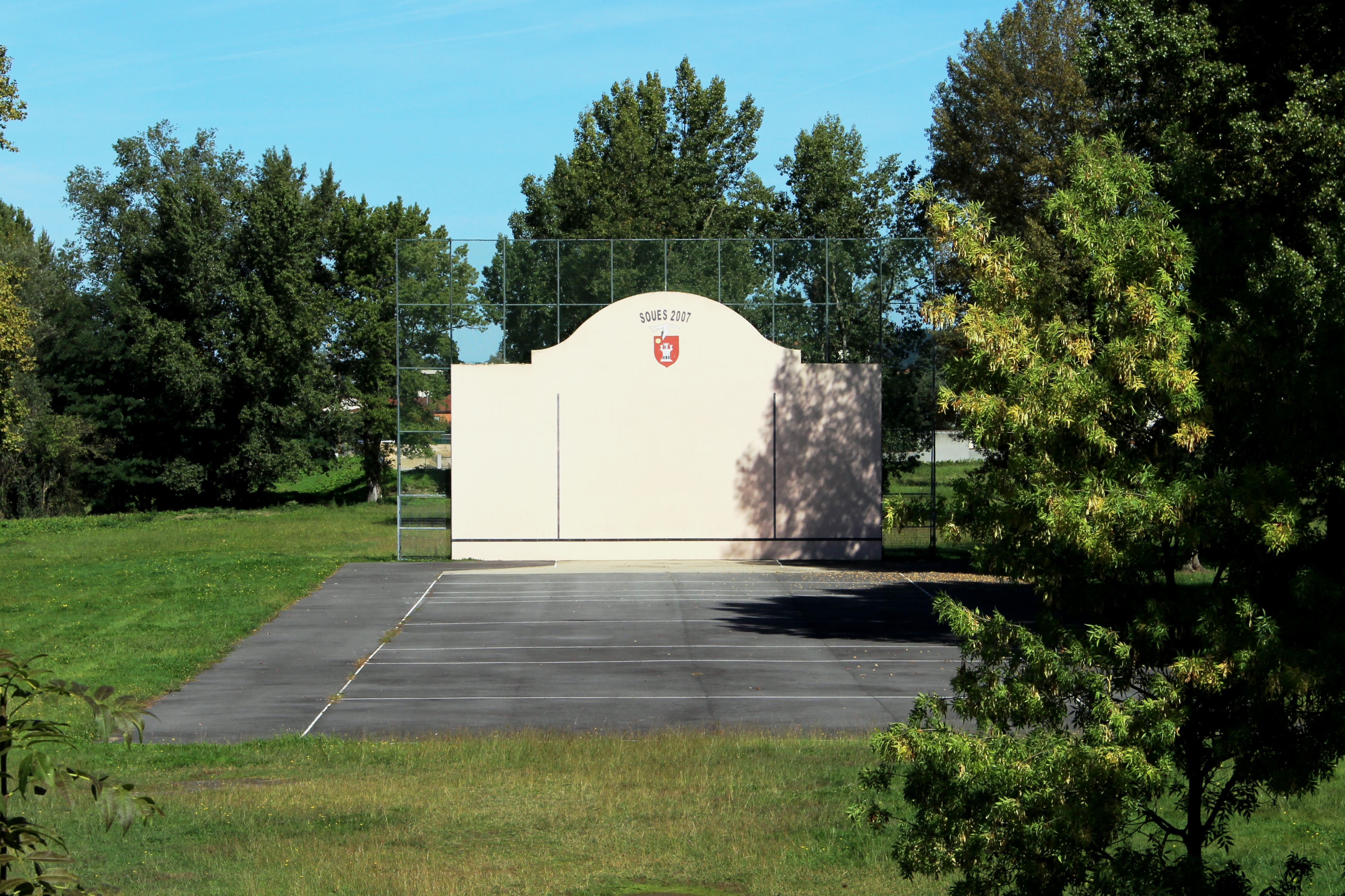
Le fronton.
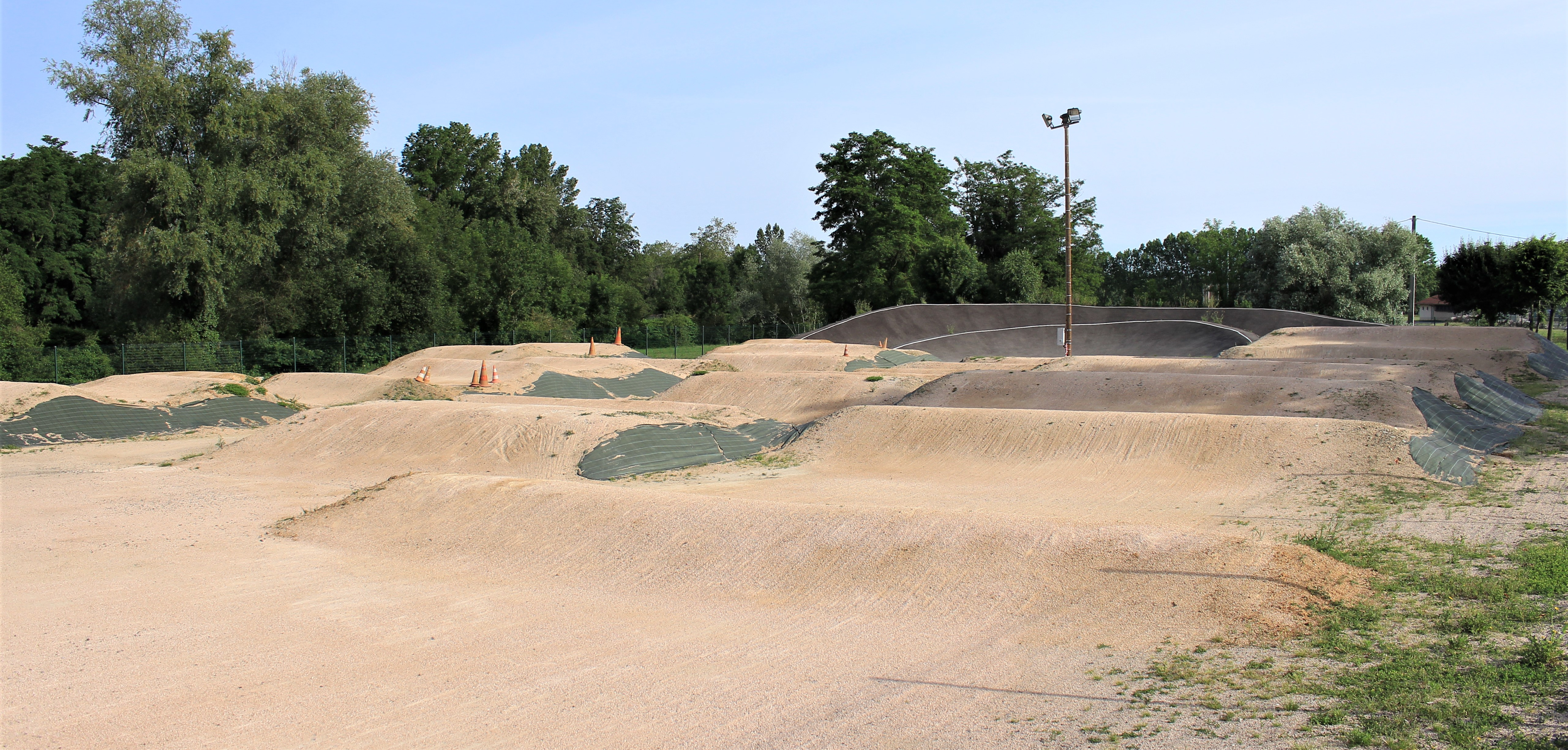
La piste de BMX.

## Économie

### Revenus
En 2018, la commune compte 1 353 ménages fiscaux, regroupant 2 945 personnes. La médiane du revenu disponible par unité de consommation est de 20 780 € (20 420 € dans le département). 45 % des ménages fiscaux sont imposés (44,4 % dans le département).

### Emploi
|                | 2008  | 2013  | 2018  |
| -------------- | ----- | ----- | ----- |
| Commune        | 5,6 % | 8,4 % | 9,7 % |
| Département    | 7,7 % | 9,4 % | 9,8 % |
| France entière | 8,3 % | 10 %  | 10 %  |

En 2018, la population âgée de 15 à 64 ans s'élève à 1 822 personnes, parmi lesquelles on compte 74,3 % d'actifs (64,6 % ayant un emploi et 9,7 % de chômeurs) et 25,7 % d'inactifs,. Depuis 2008, le taux de chômage communal (au sens du recensement) des 15-64 ans est inférieur à celui de la France et du département.
La commune fait partie de la couronne de l'aire d'attraction de Tarbes, du fait qu'au moins 15 % des actifs travaillent dans le pôle,. Elle compte 392 emplois en 2018, contre 408 en 2013 et 485 en 2008. Le nombre d'actifs ayant un emploi résidant dans la commune est de 1 184, soit un indicateur de concentration d'emploi de 33,1 % et un taux d'activité parmi les 15 ans ou plus de 52,8 %.
Sur ces 1 184 actifs de 15 ans ou plus ayant un emploi, 139 travaillent dans la commune, soit 12 % des habitants. Pour se rendre au travail, 91,9 % des habitants utilisent un véhicule personnel ou de fonction à quatre roues, 1,6 % les transports en commun, 5,1 % s'y rendent en deux-roues, à vélo ou à pied et 1,5 % n'ont pas besoin de transport (travail au domicile).

### Activités

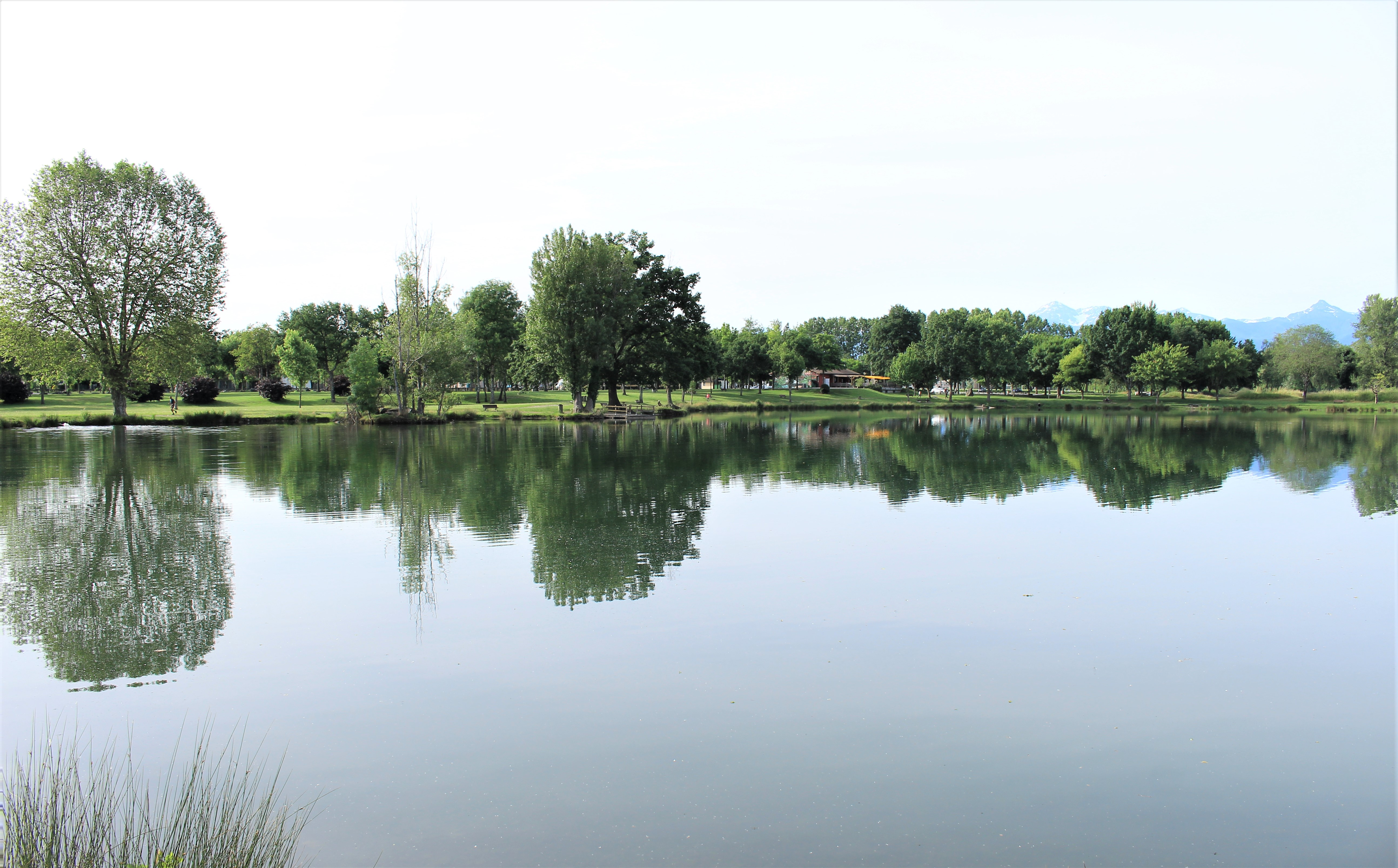
Le lac.

### Commerces et artisanats
- Auto-école
- Bar
- Boulangerie-pâtisserie
- Charcuterie
- Charpentier
- Cheminées
- Couture - retouches
- Ébéniste
- Électricité générale
- Garage automobile
- Maçonnerie
- Mécanique générale
- Menuiserie
- Mercerie
- Métallerie
- Miroiterie
- Peintre en bâtiment
- Pharmacie
- Pizzas
- Plomberie
- Restaurant
- Salon de coiffure
- Supérette
- Taxis

## Culture locale et patrimoine

### Lieux et monuments

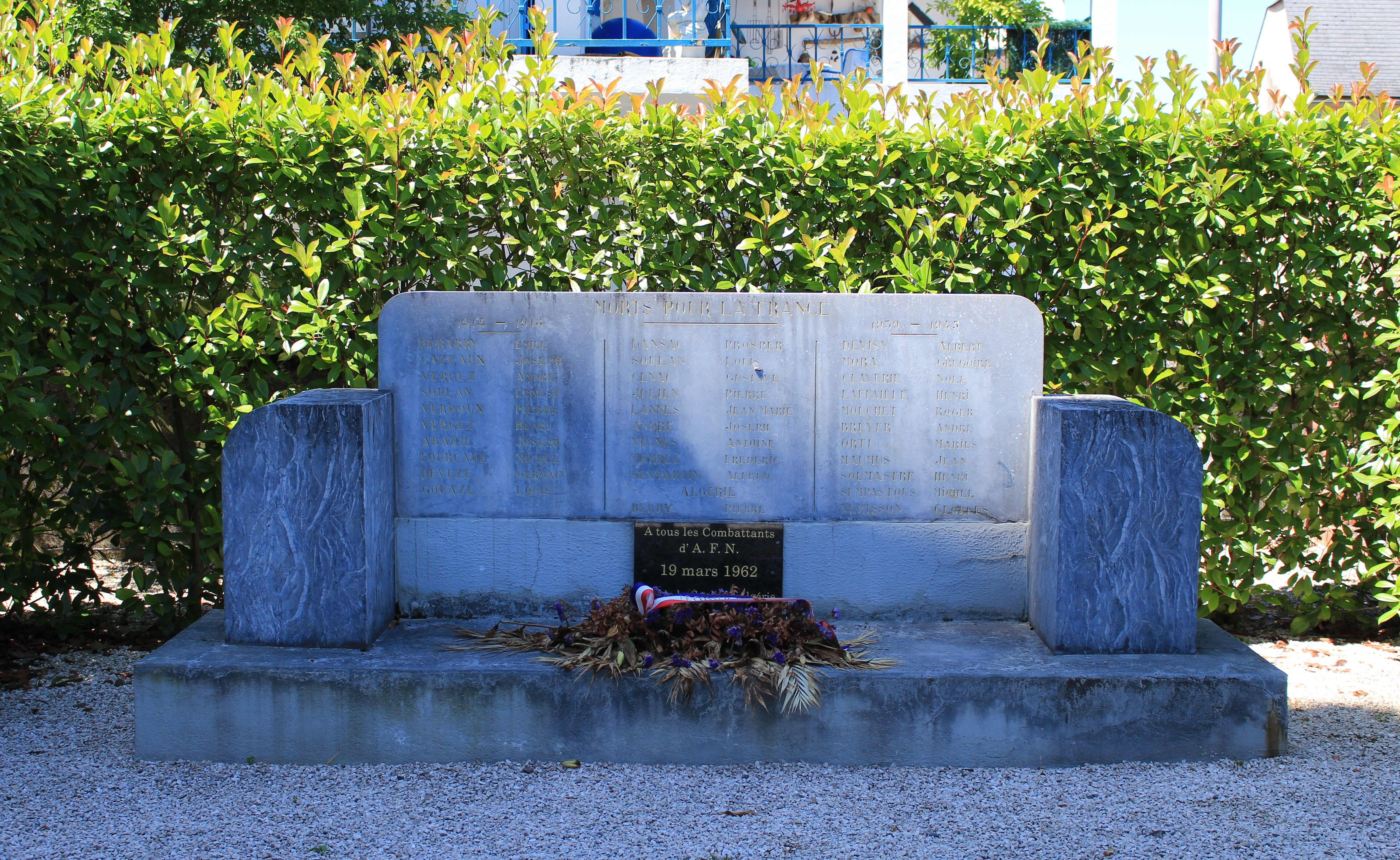
Le monument aux morts municipal.

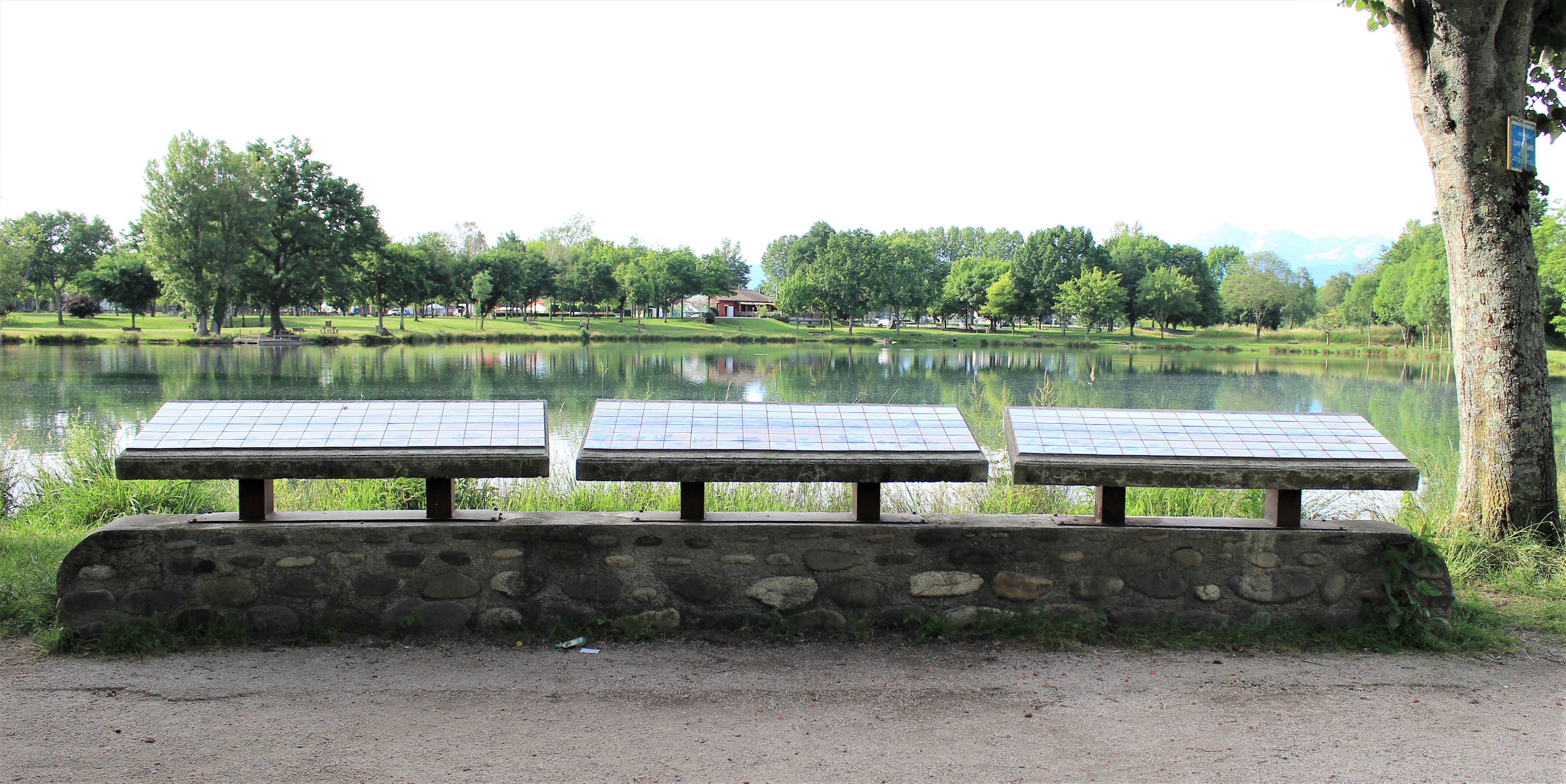
La table d'orientation au lac.

- Église Saint-Pierre de Soues.

Sélection de vues de l'église Saint-Pierre en 2017.
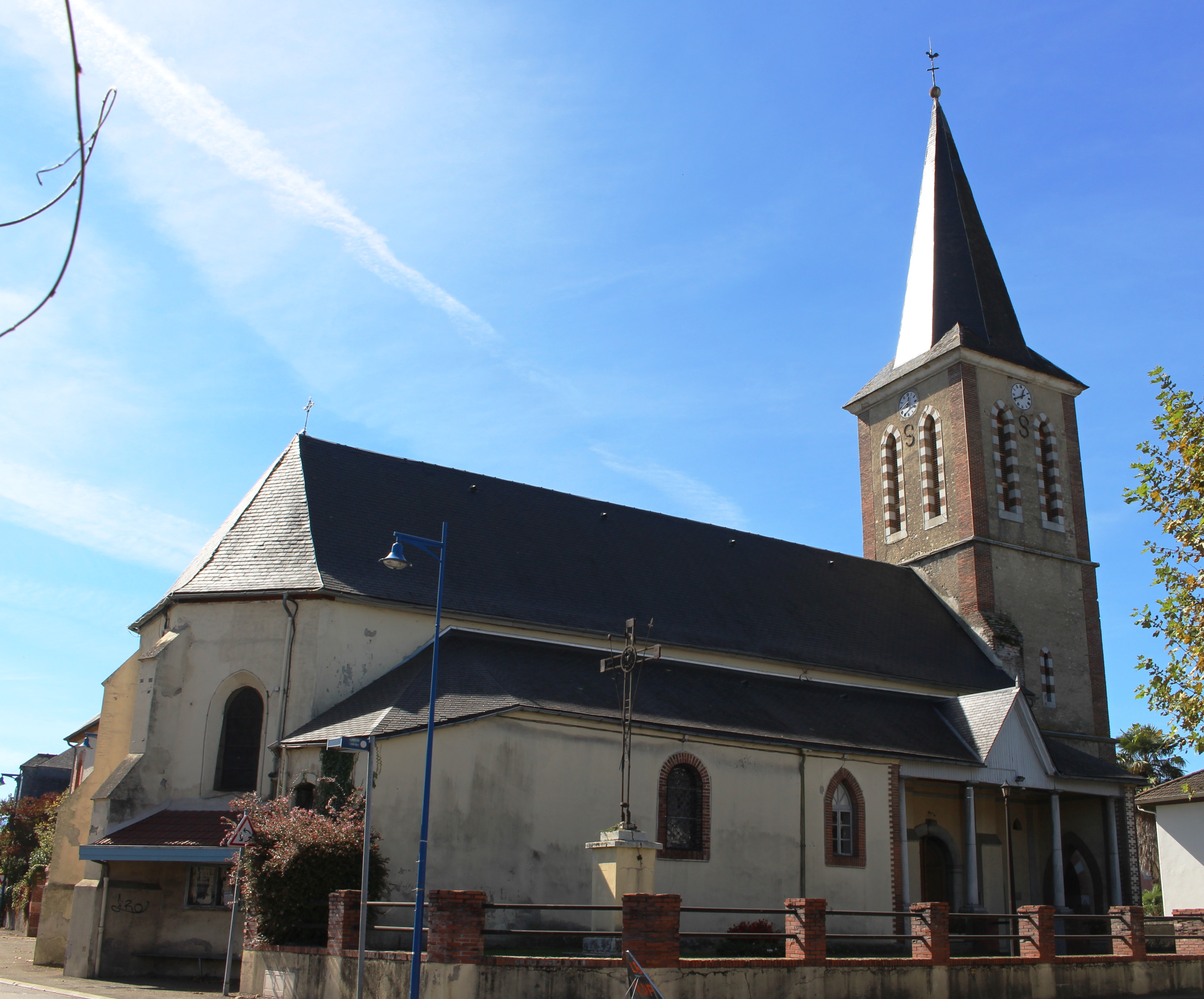
L'Église de jour
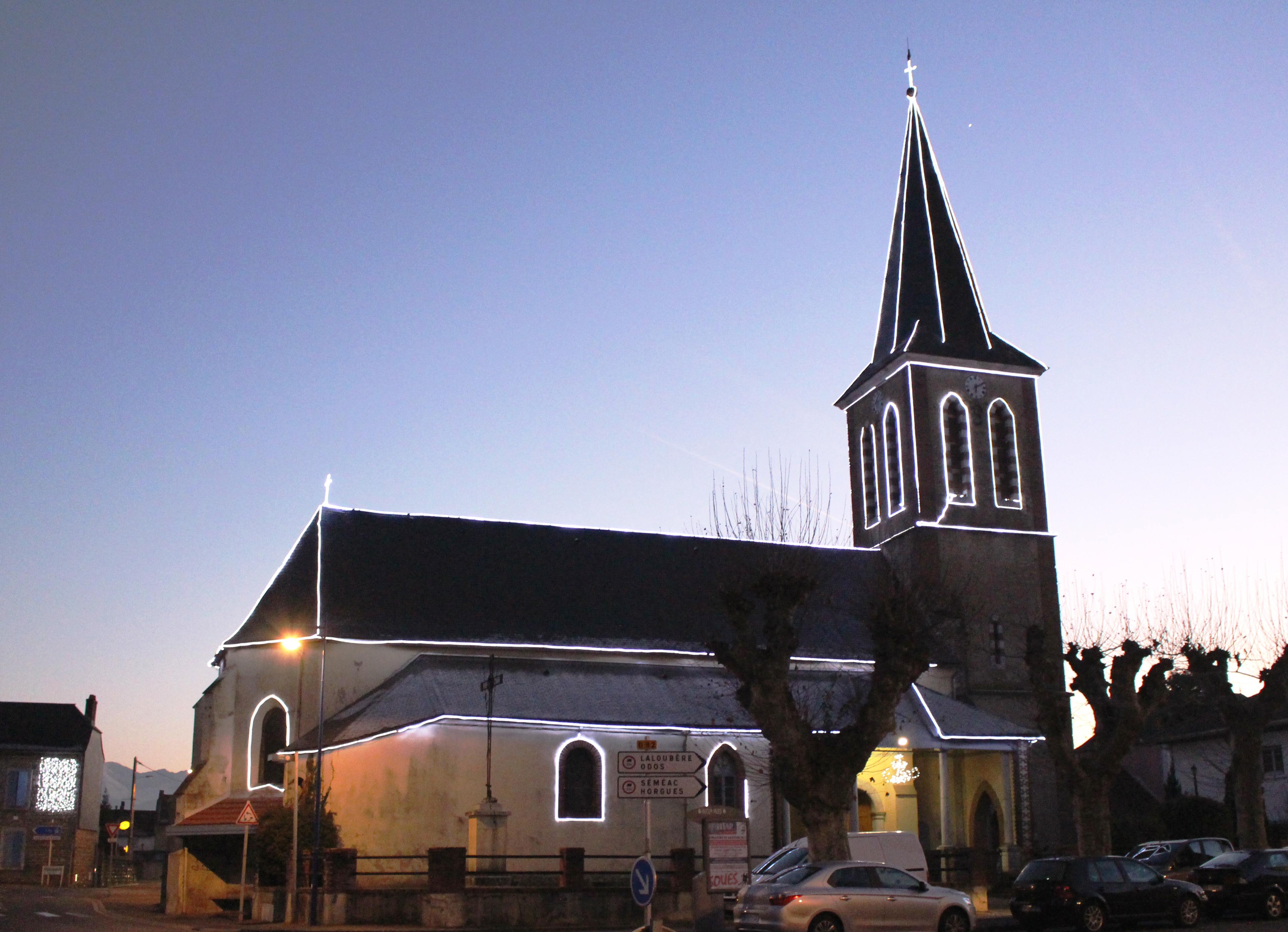
L'Église de nuit

### Personnalités liées à la commune
- Marc Cénac, peintre[36].
- Michel  Barrouquère-Theil maire de ce village pendant un demi siecle
- La Fonderie de cloches Dencausse était dirigée par les grands parents du célèbre compositeur espagnol Federico Mompou.

On retrouve dans son œuvre de nombreuses allusions aux cloches, comme dans « La fontaine et la cloche », « Música callada » (numéros 5, 8 et 9) ou encore dans le dernier « charme », « Pour appeler la joie »

### Héraldique
| Blason | Blasonnement : De gueules à la tour donjonnée de trois tourelles d'argent, celle du milieu plus élevée, le tout ouvert, ajouré et maçonné de sable, accompagné en chef à dextre d'un soleil non figuré d'or. |